# Stratos Perpéroglu
Evstràtios «Stratos» Perpéroglu (grec: Στράτος Περπέρογλου, nascut el 7 d'agost de 1984) és un jugador professional de bàsquet grec. És un aler que fa 2.03 m d'alçada que també pot jugar en la posició d'escorta.